# Francesco Luigi di Lorena
Francesco Luigi di Lorena (Parigi, 1623 – Francia, 27 giugno 1694) è stato un nobile francese, membro del Casato di Guisa. Fu conte di Harcourt, conte di Rieux, Rochefort e Montlaur. Fu anche marchese di Maubec oltre che barone d'Aubenas.

## Biografia
Francesco Luigi nacque da Carlo di Lorena, Duca d'Elbeuf e da sua moglie Caterina Enrichetta di Borbone, Légitimée de France, figlia legittimata di Enrico IV di Francia e Gabrielle d'Estrées. Era il terzo figlio maschio della coppia. Durante la sua gioventù, fu designato principe di Harcourt.
Membro del Casato di Guisa fondato da Claudio I di Guisa, era un Principe di Lorena come discendente in linea maschile di Renato II di Lorena. A corte, egli, come i membri della famiglia Lorena, deteneva il rango di prince étranger, un rango che era immediatamente sotto a quello della Famiglia Reale e i Principi del Sangue.
I suoi cugini di primo grado includono lo Chevalier de Lorraine (amante di Filippo I, Duca d'Orléans) e il Conte d'Armagnac; i cugini materni includono Luigi XIV di Francia ed il summenzionato Duca d'Orléans.
Sposò Anne d'Ornano, comtesse de Montlaur e marquise de Maubec per proprio diritto. La coppia si sposò al Palais-Royal a Parigi nel luglio 1645. Il loro figlio maggiore, François, era nato prima del loro matrimonio, ma fu riconosciuto legittimo nel 1694. La coppia ebbe sei figli in tutto, due dei quali ebbero a loro volta figli. La figlia maggiore, Marie Angélique, sposò il portoghese Duca di Cadaval e morì di parto. L'altra figlia, Marie Anne, fu badessa di Montmartre dal 1685 fino alla morte. Gli succedette come Conte di Harcourt il suo secondogenito maschio, Alphonse Henri.
Francesco Luigi morì nel gennaio 1694, all'età di 69 anni; sua moglie gli sopravvisse di un anno.

## Discendenza
1. François de Lorraine, Batard d'Harcourt (c.1645–c.1694) celibe;
2. Marie Angélique Henriette de Lorraine (c.1646–10 giugno 1674) sposò Nuno Álvares Pereira de Melo, 1. Duque de Cadaval[3] ed ebbe figli; morì di parto;
3. Alfonso Enrico di Lorena, Conte di Harcourt (14 agosto 1648–19 ottobre 1718) sposò Françoise de Brancas ed ebbe figli;
4. César de Lorraine, principe, poi conte, di Montlaur (c1650–31 luglio 1675) celibe;
5. Marie Anne de Lorraine, badessa a Montmartre (1657–2 ottobre 1699) diventò badessa di Montmartre il 17 agosto 1685, nubile;
6. Charles de Lorraine, abate d'Harcourt (1661–23 marzo 1683) celibe.

## Ascendenza
|                              |                            |                                    | Genitori                       |  |  | Nonni |  |  | Bisnonni         |  |  | Trisnonni       |  |
|                              |                            |                                    |                                |  |  |       |  |  | René II d'Elbeuf |  |  | Claude de Guise |  |
|                              |                            |                                    |                                |  |  |       |  |  | René II d'Elbeuf |  |  | Claude de Guise |  |
|                              |                            | Antoinette de Bourbon-Vendôme      |                                |  |  |       |  |  | René II d'Elbeuf |  |  |                 |  |
| Charles I d'Elbeuf           |                            |                                    |                                |  |  |       |  |  | René II d'Elbeuf |  |  |                 |  |
|                              |                            | Louise de Rieux                    | Claude de Rieux                |  |  |       |  |  |                  |  |  |                 |  |
|                              |                            | Louise de Rieux                    | Claude de Rieux                |  |  |       |  |  |                  |  |  |                 |  |
|                              |                            | Louise de Rieux                    | Suzanne de Bourbon-Montpensier |  |  |       |  |  |                  |  |  |                 |  |
| Charles II d'Elbeuf          |                            | Louise de Rieux                    |                                |  |  |       |  |  |                  |  |  |                 |  |
|                              |                            | Léonor de Chabot                   | Philippe de Chabot             |  |  |       |  |  |                  |  |  |                 |  |
|                              |                            | Léonor de Chabot                   | Philippe de Chabot             |  |  |       |  |  |                  |  |  |                 |  |
|                              |                            | Léonor de Chabot                   | Françoise de Longwy            |  |  |       |  |  |                  |  |  |                 |  |
| Marguerite de Chabot         |                            | Léonor de Chabot                   |                                |  |  |       |  |  |                  |  |  |                 |  |
|                              |                            | Françoise de Rye                   | Joachim de Rye                 |  |  |       |  |  |                  |  |  |                 |  |
|                              |                            | Françoise de Rye                   | Joachim de Rye                 |  |  |       |  |  |                  |  |  |                 |  |
|                              |                            | Françoise de Rye                   | Antoinette de Longvy           |  |  |       |  |  |                  |  |  |                 |  |
| François-Louis de Lorraine   |                            | Françoise de Rye                   |                                |  |  |       |  |  |                  |  |  |                 |  |
|                              | Antoine de Bourbon-Vendôme | Charles IV de Bourbon-Vendôme      |                                |  |  |       |  |  |                  |  |  |                 |  |
|                              | Antoine de Bourbon-Vendôme | Charles IV de Bourbon-Vendôme      |                                |  |  |       |  |  |                  |  |  |                 |  |
|                              | Antoine de Bourbon-Vendôme | Françoise d'Alençon                |                                |  |  |       |  |  |                  |  |  |                 |  |
| Henri IV de France           | Antoine de Bourbon-Vendôme |                                    |                                |  |  |       |  |  |                  |  |  |                 |  |
|                              |                            | Jeanne III de Navarre              | Henri II de Navarre            |  |  |       |  |  |                  |  |  |                 |  |
|                              |                            | Jeanne III de Navarre              | Henri II de Navarre            |  |  |       |  |  |                  |  |  |                 |  |
|                              |                            | Jeanne III de Navarre              | Marguerite d'Angoulême         |  |  |       |  |  |                  |  |  |                 |  |
| Catherine de Bourbon-Vendôme |                            | Jeanne III de Navarre              |                                |  |  |       |  |  |                  |  |  |                 |  |
|                              |                            | Antoine d'Estrées                  | Jean I d'Estrées               |  |  |       |  |  |                  |  |  |                 |  |
|                              |                            | Antoine d'Estrées                  | Jean I d'Estrées               |  |  |       |  |  |                  |  |  |                 |  |
|                              |                            | Antoine d'Estrées                  | Catherine de Bourbon-Vendôme   |  |  |       |  |  |                  |  |  |                 |  |
| Gabrielle d'Estrées          |                            | Antoine d'Estrées                  |                                |  |  |       |  |  |                  |  |  |                 |  |
|                              |                            | Françoise Babou de La Bourdaisière | Jean Babou de La Bourdaisère   |  |  |       |  |  |                  |  |  |                 |  |
|                              |                            | Françoise Babou de La Bourdaisière | Jean Babou de La Bourdaisère   |  |  |       |  |  |                  |  |  |                 |  |
|                              |                            | Françoise Babou de La Bourdaisière | Françoise Robertet             |  |  |       |  |  |                  |  |  |                 |  |
|                              |                            | Françoise Babou de La Bourdaisière |                                |  |  |       |  |  |                  |  |  |                 |  |